# 주글래 살래
"주글래 살래"는 2003년에 개봉한 대한민국의 영화이며  김대중 전 대통령이나 북한 김정일 국방위원장과 닮은 중년 배우들을 동원하는 등 패러디에 집중한 영화였지만  엄청난 혹평에 시달려 흥행에 실패했다.
한편, 김승현 (이소룡 역)은 해당 영화의 실패 뿐 아니라 숨겨진 딸 공개 등 여러 가지 이유 탓인지 한동안 잠적했으며 박남현 (개기름 역)은 해당 영화 이후 2년 동안 잠적했고 그 이후 사극에서 조연으로 출연했지만 불미스러운 일로 인해 연기를 그만뒀으며 곽진영 (장옥란 역)은 드라마 "아들과 딸"이후 이어진 슬럼프를 만회하기 위해 해당 영화에 출연했으나 성형 부작용 등으로 한동안 힘든 시기를 겪었지만 2012년 채널A 드라마 "불후의 명작"에서 조연을 맡아 복귀에 성공했고 나중에는 연기활동을 접어버린 대신 "불타는 청춘"위주로 출연 중이며 성현아 (성 마담 역)는 이 영화로 복귀할 뻔 했으나 2018년 KBS 2TV 아침 TV 소설 "파도야 파도야"이전까지 남편이 빛 때문에 자살한 데다 성매매 의혹으로 곤욕을 치러야 했고 SBS 드라마 "야인시대"에서 시라소니로 출세한 지 얼마 안돼 해당 영화에 출연한  조상구 (소대가리 역)는 "주글래 살래" 이후 개봉 못한 영화-독립영화에 간간이 얼굴을 비친 무명배우로 전락했으며  당시 최고의 신인 여배우이자 "2009 로스트 메모리즈"에서 장동건을 상대역으로 한 히로인이자
   대성해서 몇십편을 찍을 여배우로 각광받았던  서진호 (제이 역)는 "주글래 살래"의 실패 탓인지  해당 영화 등 4편으로 영화 경력이 끝났음에도 그 이후 작곡가 김형석과 결혼하여 딸 하나 낳고 전업주부가 됐다.
영화 촬영 자체가 엉망이었다. 원래 영화에서 안전상의 문제로 인해 유리를 대체하기 위해 슈가 글라스(설탕 유리)를 사용하는 게 원칙이지만 이 영화에서는 진짜 유리병으로 사람을 내리쳤으며 화장실이 막혔을 때 사용하는 흡착기를 여성 보조 출연자들의 가슴에 붙이는 등 거의 만행 수준으로 영화를 이상하게 촬영했다. 게다가 스턴트 대역 역시 이소룡 대역 스턴트 역할을 개기름 역할의 박남현이 담당한 탓에 영화가 매우 이상하다. 게다가 소대가리라는 조상구는 회상 씬에서만 나오다가 맨 마지막에 이소룡 앞에 나타났으나 대결 씬은 촬영하지 않고 소대가리도 골로 가다라는 자막으로 처리했다.
이렇게 성의없고 이상하게 촬영한 결과 주글래 살래는 대한민국 역사상 최악의 영화로 평가받게 되었다.

## 캐스팅
- 김승현 : 이소룡 역
- 곽진영 : 장옥란 역
- 박남현 : 개기름 역
- 조상구 : 소대가리 역
- 서진호 : 제이 역
- 성현아 : 성 마담 역
- 김용 : 피자 주방장 역
- 홍석천 : 찰리 최 역
- 남창희 : 피아자 역
- 전기광 : 짱개 주방장 역
- 홍여진 : 왕 언니 역
- 독고영재 : 소룡 아버지 역 (우정출연)